# 투 굿 투 비 트루
《투 굿 투 비 트루》(영어: 2 Good 2 Be True)는 2022년 방영된 필리핀의 텔레비전 드라마이다.

## 같이 보기
- ABS-CBN의 텔레비전 드라마 목록